# Agnes Tyrrell
Agnes Tyrrell, née le 20 septembre 1846 à Brno et morte le 18 avril 1883 dans cette même ville, est une compositrice et pianiste autrichienne.

## Biographie
Agnes Tyrrell est née à Brünn, en margraviat de Moravie. Elle est la fille du professeur d'anglais Henry Tyrrell et de Josefine Kotulan. Elle joue son premier récital à l'âge de neuf ans puis entre au conservatoire de Vienne à seize ans. Elle étudie la composition avec Otto Ritzler et publie ses premières compositions en 1872. Tyrrell est l'une des rares femmes à avoir composé des œuvres symphoniques avant 1900.
Tyrrell est morte à Brno à l'âge de 36 ans.

## Œuvres
Tyrrell a composé de plus de trois cents œuvres pour instrument seuls, orchestre, orchestre de chambre et voix.
- Andante, op. 6
- Thème et Variations en fa majeur, op. 8
- Nocturne, op. 16
- Études, op. 48
- Grand Sonate, op. 66
- Quatuor à cordes en sol majeur , pour orchestre de chambre
- Symphonie en do majeur , pour orchestre
- Mazurka pour orchestre
- Die Konige in Israel, oratorio
- Bertran de Born, opéra[2]